# Темник, Геннадий Павлович
Генна́дий Па́влович Те́мник (укр. Геннадій Павлович Темник; род. 9 июня 1970, Гуровка, Кировоградская область) — украинский инженер-метеоролог. Министр регионального развития, строительства и жилищно-коммунального хозяйства Украины (2012—2014).

## Биография
Родился 9 июня 1970 года в селе Гуровка (Долинский район, Кировоградская область).
В 1987—1992 годах — курсант Воронежского высшего военного авиационного инженерного училища, специальность «Метеорология», квалификация «Инженер-метеоролог».
В 1992—1993 годах — инженер-метеоролог Криворожского военного авиационного транспортного полка.
В 1993—1994 годах — оперуполномоченный отдела борьбы с преступностью на рынках Криворожского городского управления внутренних дел, город Кривой Рог Днепропетровской области.
В 1994—1997 годах — заместитель директора Долинской межрайонной базы Кировоградского облпотребсоюза.
В 1997—2001 годах — руководитель производства частного предпринимателя Подафей Валентины Фёдоровны, село Грузское Криворожского района Днепропетровской области.
В 2001—2004 годах — директор ООО «Птицефабрика „Грузская“», село Грузское.
В 2004—2006 годах — заместитель Генерального директора по коммерческим вопросам ООО «Новолозоватское».
В 2006—2010 годах — заместитель Криворожского городского головы.
С апреля 2010 года — заместитель председателя Днепропетровской облгосадминистрации.
24 декабря 2012 года назначен министром регионального развития, строительства и жилищно-коммунального хозяйства Украины. Отправлен в отставку 27 февраля 2014 года.

## Награды
- Знак «За заслуги перед городом» (Кривой Рог)" 1-й степени (4 июня 2013)[2].